# Селькупи
Сельку́пи (селькуп. сёльӄуп, суссе ӄум, чумыль-ӄуп, шельӄуп, шешӄум; затаріле — остяки-самоєди) — самодійський автохтонний народ, що мешкає переважно в Західному Сибіру. До 1930-х їх називали остяками-самоєдами.

## Чисельність і розселення
Чисельність в Росії — близько 4250 чол. (за переписом 2002 року).
Селькупи живуть на півночі Томської (1787 чол.) та Тюменської (1857 чол.) областей (зокрема, в Ямало-Ненецькому автономному окрузі — 1797 чол.) і в Красноярському краї (412 чол.).
Існують дві групи селькупів — північна (самознава — «солькуп», «шолькуп») і південна (самознава — «чумиль куп», «суссе кум» або «шош кум»). Північні селькупи живуть на сході Ямало-Ненецького автономного округу (Красноселькупський район) та півночі Красноярського краю (Туруханський район).  Південні селькупи живуть на півночі Томської області (Колпашевський район, північ Парабельського та Каргасокського районів). Існує також класифікація зі складнішою географічною прив'язкою: кетські селькупи (сюсюкуми), обські селькупи (шошкупи) тощо.
Селькупськими національними адміністративно-територіальними утвореннями є Красноселькупський район та Іванкінське національне сільське поселення в Колпашевському районі Томської області.
Чисельність селькупів у Росії:

## Релігія
Селькупська мова належить до самодійської групи уральських мов.
Традиційні вірування — анімізм, шаманізм.
У легенді північних селькупів (подібний переказ існує і у Ваховських хантів) розповідається про сварку двох богатирів (або двох половин народу) під час розподілу орлиних пір'їн. Одна частина народу — Лімбиль пелаккиль тамдир («Орла половинний рід») не побажала поділитися з іншого пір'ям орла, що використалися для виготовлення бойових стріл. Внаслідок чого ображена сторона — Коссиль пелаккиль тамдир («кедровки половинний рід») вирушила шукати орлині пір'я на північ. А. Кастрен зазначав, що Limbel-gum (Орлиними людьми) стали іменуватися, після відходу на Таз, що жили на Вахе Karol-gum (Журавлині люди). На думку Г. Прокоф'єва і Е. Прокоф'євої, північним селькупами була притаманна дуально-фратріальной організація, тобто поділ на дві екзогамні половини: Орла і кедровки.
В уявленнях селькупів, світобудовою управляли верховний бог неба Ном, господар пекла Кизи і покровителька земного життя Ілинта Кота — «Стара Життя». Боги Ном і Кизи постійно ворогували один з одним. Селькупи вважають, що під час грози Ном вражає стрілами-блискавками — нут тую — «небесний вогонь» виходять через коріння і дупла старих дерев дияволів-помічників Кизи — Лозова. Ворожі людині лози могли «як вітер» проникати в людське тіло і «як хробак» точити небудь орган викликаючи хворобу. Літні люди під час грози затісуються комель зростаючого дерева, імітуючи «вбивство лоза», ховали металеві і пофарбовані в червоний колір предмети, біля оселі вивішували дерев'яну ложку або ківш, щоб «зменшити силу грому». У селькупських фольклорних сюжетах головним культурним героєм виступав Іча (Ія, Ітте) — син Неба (молодший син Творця-Нума). Він постає божественним мисливцем, мчить в погоню за Небесним Лосем, він сміливий і обережний, нещадний і хитрий у боротьбі з демонами і багатими оленеводами. Для північних селькупов в боротьбі за виживання на нових землях «хитрий і нещадний» Іча став духовним наставником і зразком для наслідування.
Особливо шанованими у північних селькупів були святилища, розташовані на піднесених місцях, — Лозиль тетти — «Земля духів». Одне з головних капищ Тазовськой селькупов — Лозил'-Лакка — Гора Духів знаходиться на Чортовому озері. За легендою, тут колись жили напівлюди-напівведмеді. Вечорами на Горі Духів чутні гул бубна, спів, дзвін дзвіночків, плач дітей, гавкіт собак — це шумлять численні господарі сопки — Тетти Лози. Що мешкають всередині сопки духи через маленьке віконце, озерце на вершині сопки, бачать землю і все, що на ній відбувається. Священної вважалася не тільки гора, але й озеро, де заборонялося промишляти звіром і рибою, черпати воду рукою або відром. Відвідували святилище селькупи приносили в дар господарям Гори Духів клапті тканин і новий одяг: чоловіки підіймалися на вершину гори, а жінки залишалися біля підніжжя. Біла тканина, призначена для Нома, пов'язували на березу, чорна, для Тетти Іміль — «Старі Землі», — на кедр. Подібні святилища, розташовані на горах-сопках, де, за уявленнями селькупів, мешкають Землі духи, є у верхів'ях річки Таз, на річці Пюльки, в гирлі Малої Шірти.

## Історія
До часу приєднання Сибіру до Росії селькупи займали території по Середній Обі та її притоках від Тима на півночі до нижньої течії Чулима на півдні. Спочатку сильну відсіч козацьким загонам зробило селькупське племінне об'єднання — «Ряба орда», на чолі якого стояв "князець" (племінний старшина) Воня, що знаходився в союзі з сибірсько-татарським ханом Кучум. Остаточне підкорення Приобських земель і обкладання селькупів даниною (ясак) сталося на рубежі XVI–XVII ні., коли в міру просування росіян вверх по Обі були послідовно побудовані Наримський острог (1596), Кетський острог (1602) і засновано місто Томськ (1604). У першій половині XVII ст. чисельність селькупів, які сплачували ясак в чотирьох сибірських повітах, становив близько 2700 чол. (Сургутський повіт — більше 300 чол., Наримський повіт — близько 1 350 осіб., Кетський повіт — понад 500 осіб. Томський повіт — близько 500 чол.).
В. Радлов, відомий дослідник XIX ст., виділяв кумандинців в окрему групу північних алтайців. А ось В. Вербицький включив кумандинців у склад «черневих татар» Бійського округу. У склад Російської держави історично кумандинці ввійшли на рівні з великою кількістю родоплемінних груп після того, як побудували на річці Томь Кузнецький поріг у 1618 році.
У російський історичних джерелах кумандинці вперше згадуються у 1628 році. А саме мова йде про чолобитну тобольських воєвод. У цих чолобитних говориться, що вони послали людей 28 лютого 1628 року на державну службу: «Олешку Бакая с товарищем на твою государеву службу в Чебанскую волость». А на зворотному шляху вони були вбиті людьми телеутського князя Абака. І серед яких були саме кумандинці.
Телеутські князі вважали їх, тобто кумандинців, своїми данниками, які крім усього іншого зобов'язані були брати участь і у військових походах княжих дружин. Тому вчені гадають, що раніше у складі дружини кумандинці змушені були брати участь у далеких військових експедиціях навіть татаро-монгол. І саме тому частина вчених уважають, що росіяни могли знати про таку народність значно раніше, ніж 1628 року.
Сам етнонім «команди» міг бути даний їм ще раніше за появу назви «кумандинці» своїми сусідніми племенами. Це, наприклад, тубалари, шорці, теленгіти, челканци. Самі ж кумандинці називали себе просто «татар-Кижи». Що ж означала ця назва? «Кижи» по- Алтайський — «людина», і назва означала, що вони є «татарськими людьми», тобто, відносяться до татар. Інша група вчених вважає, що етнонім з'явилося як характеристика тотемної істоти цього етносу. Так, «команди» в перекладі означає «людина лебедя». А ось такі вчені, як Л. Потапов і О. Прітсак уважають, що термін «куман» у найменуванні Кумандинці еквівалентний назві половців і кипчаків.

## Селькупознавці
- Григоровський Микола Петрович
- Прокоф'єв Георгій Миколайович
- Кузнецова Аріадна Іванівна
- Хелимський Євген Арнольдович